# Blessing Kaku
Blessing Kaku (Ughelli, 5 de março de 1978) é um ex-futebolista nigeriano, que atuava como meia.

## Carreira
Kaku representou a Seleção Nigeriana de Futebol, nas Olimpíadas de 2000. 

## Referência
- Perfil em Footballdatabase (em inglês)